# 주룽 버스

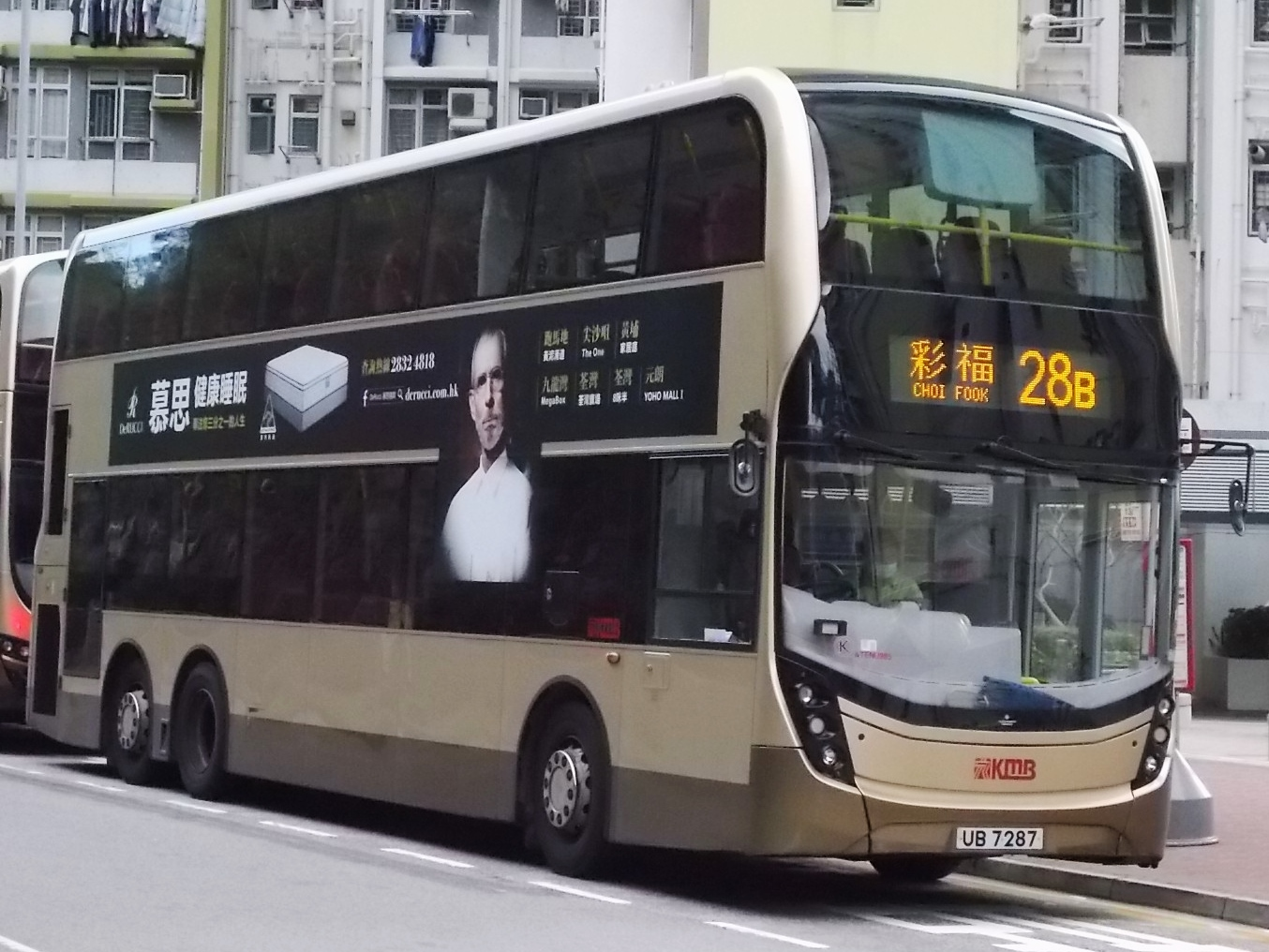
알렉산더 데니스 엔비로 500 MMC

주룽 버스(중국어: 九龍巴士, 영어: Kowloon Motor Bus, KMB)는 홍콩의 버스 회사이다.

## 개요
영국 식민지 시대인 1921년에 노선 버스 영업을 시작한 초기에는 단지 9대의 버스와 2개의 계통을 운행했다. 1967년에 영국령 홍콩에서 주룽 및 신제 지역의 노선 버스 독점 운행권을 취득하였다, 1972년 해저 터널의 개통으로 운행 구간은 홍콩 섬 쪽도 늘어나 현재는 홍콩 전역에 운행 구간을 펼치고 있다.

## 같이 보기
- 2018년 홍콩 버스 사고
- 홍콩의 교통